# Barry Baltus
Barry Baltus, né le 3 mai 2004 à Namur, est un pilote de vitesse moto belge. Il participe actuellement au championnat du monde de vitesse Moto2 au sein de l'équipe FANTIC RACING.

## Biographie

### Moto3
Baltus a disputé la saison 2020 en tant que pilote à temps plein au Championnat du monde Moto3 pour CarXpert Prüstel GP, bien qu'il ait manqué le course d'ouverture de la saison en raison de l'âge minimum pour participer aux courses.

### Moto2
En 2021, Baltus passe dans la catégorie Moto2 avec l'équipe RW Racing GP. Une chute lors des essais libres de la première course au Qatar a entraîné une blessure au poignet qui a retardé ses débuts en course jusqu'au Grand Prix de France.
En mars 2024, lors de la première course de la saison au Qatar, Baltus signe son premier podium en carrière en terminant l'épreuve à la seconde place derrière Alonso Lopez.

## Résultats en Grand Prix

### Par saison
(Mise à jour après le Grand Prix moto d'Italie 2024)
| Saison | Catégorie | Moto  | Equipe                  | Course | Victoire | Podium | Pole | M.Tour | Pts | Pos. |
| ------ | --------- | ----- | ----------------------- | ------ | -------- | ------ | ---- | ------ | --- | ---- |
| 2020   | Moto3     | KTM   | CarXpert Prüstel GP     | 14     | 0        | 0      | 0    | 0      | 0   | 26e  |
| 2021   | Moto2     | NTS   | NTS RW Racing GP        | 14     | 0        | 0      | 0    | 0      | 2   | 32e  |
| 2022   | Moto2     | Kalex | RW Racing GP            | 16     | 0        | 0      | 0    | 0      | 30  | 21e  |
| 2023   | Moto2     | Kalex | Fieten Olie Racing GP   | 19     | 0        | 0      | 0    | 0      | 56  | 17e  |
| 2024   | Moto2     | Kalex | RW-Idrofoglia Racing GP | 7      | 0        | 1      | 0    | 0      | 23  | 14e  |
| Total  | Total     | Total | Total                   | 70     | 0        | 1      | 0    | 0      | 111 |      |

### Par catégorie
(Mise à jour après le Grand Prix moto d'Italie 2024)
| Catégorie | Saison       | 1er GP       | 1er Podium   | 1ere Victoire | Course | Victoire | Podiums | Pole | M.Tour | Pts | Titre |
| --------- | ------------ | ------------ | ------------ | ------------- | ------ | -------- | ------- | ---- | ------ | --- | ----- |
| Moto3     | 2020         | Espagne 2020 |              |               | 14     | 0        | 0       | 0    | 0      | 0   | 0     |
| Moto2     | 2021–présent | France 2021  | Qatar 2024   |               | 56     | 0        | 1       | 0    | 0      | 111 | 0     |
| Total     | 2020–présent | 2020–présent | 2020–présent | 2020–présent  | 70     | 0        | 1       | 0    | 0      | 111 | 0     |

### Par courses
| Sais | Cat   | Moto   | 1       | 2       | 3       | 4       | 5       | 6      | 7       | 8      | 9       | 10      | 11      | 12     | 13     | 14      | 15      | 16      | 17      | 18      | 19      | 20     | 21  | 22  | Clas | Pts |
| ---- | ----- | ------ | ------- | ------- | ------- | ------- | ------- | ------ | ------- | ------ | ------- | ------- | ------- | ------ | ------ | ------- | ------- | ------- | ------- | ------- | ------- | ------ | --- | --- | ---- | --- |
| 2020 | Moto3 | KTM    | QAT     | ESP 24  | AND 17  | CZE 21  | AUT Ret | STY 18 | RSM 24  | EMI 22 | CAT 16  | FRA 16  | ARA 25  | TER 21 | EUR 20 | VAL 17  | POR 16  |         |         |         |         |        |     |     | 26e  | 0   |
| 2021 | Moto2 | NTS    | QAT DNS | DOH     | POR     | ESP     | FRA 17  | ITA 17 | CAT 22  | GER 14 | NED 24  | STY Ret | AUT Ret | GBR 23 | ARA 16 | RSM Ret | AME 17  | EMI 17  | ALR 23  | VAL 18  |         |        |     |     | 32e  | 2   |
| 2022 | Moto2 | Kalex  | QAT Ret | INA DNS | ARG     | AME 10  | POR 9   | ESP 14 | FRA Ret | ITA 16 | CAT 17  | GER Ret | NED 15  | GBR 16 | AUT 12 | RSM 13  | ARA 13  | JPN 14  | THA 12‡ | AUS Ret | MAL DNS | VAL    |     |     | 21e  | 30  |
| 2023 | Moto2 | Kalex  | POR 12  | ARG 19  | AME Ret | ESP 13  | FRA 7   | ITA 16 | GER 12  | NED 12 | GBR 6   | AUT DNS | CAT 12  | RSM 15 | IND 8  | JPN 15  | INA Ret | AUS Ret | THA 18  | MAL 10  | QAT 18  | VAL 14 |     |     | 17e  | 56  |
| 2024 | Moto2 | Kalex  | QAT 2   | POR 13  | AME 16  | ESP Ret | FRA Ret | CAT 21 | ITA 18  | NED 17 | GER 20  | GBR 16  | AUT Ab. | ARA 13 | RSM 18 | EMI 18  | INA 11  | JPN 18  | AUS 7   | THA Ab. | MAL 18  | SLD 17 |     |     | 21e  | 40  |
| 2025 | Moto2 | Fantic | THA 6   | ARG 12  | AME 7   | QAT 6   | ESP 2   | FRA 2  | GBR Ret | ARA 3  | ITA Ret | NED Ret | ALL 2   | TCH 2  | AUT    | HON     | CAT     | RSM     | JPN     | IND     | AUS     | MAL    | POR | VAL | 4e*  | 73* |

‡ La moitié des points est attribuée quand moins des deux tiers de la distance ont été parcourus (mais au moins trois tours complets).

*Saison en cours